# The United States of Leland
The United States of Leland is een dramafilm uit 2003, geregisseerd door Matthew Ryan Hoge. Het gaat over een jongen (Ryan Gosling) die een brute moord heeft gepleegd. De film werd genomineerd voor de Grote Juryprijs op het Sundance Film Festival 2003.

## Verhaal
De film is grotendeels gebaseerd op het door Albert Camus geschreven boek L'Étranger. De film switcht continu tussen het heden en het verleden, en tussen verschillende personages. Leland, de jongen die de moord heeft gepleegd, zegt dat er soms dingen gebeuren, gewoon omdat ze gebeuren. Hij ziet in mensen verdriet, ook al zien de mensen het zelf niet. Dat geeft hem ook de aanleiding de moord te plegen. Hij ziet het zelf niet als een moord, maar meer als een vorm van euthanasie. Hij zag namelijk, zo zegt hij op het einde van de film, geen toekomst meer voor de persoon die hij vermoordde. Nadere uitleg kan hij echter niet geven, want hij kan zich, zoals hijzelf beweerd, niets meer van de moord herinneren.

## Rolverdeling
| Acteur            | Personage            |
| ----------------- | -------------------- |
| Ryan Gosling      | Leland P. Fitzgerald |
| Don Cheadle       | Pearl Madison        |
| Jena Malone       | Becky Pollard        |
| Kevin Spacey      | Albert T. Fitzgerald |
| Lena Olin         | Marybeth Fitzgerald  |
| Chris Klein       | Allen Harris         |
| Michelle Williams | Julie Pollard        |
| Martin Donovan    | Harry Pollard        |
| Ann Magnuson      | Karen Pollard        |
| Michael Welch     | Ryan Pollard         |
| Sherilyn Fenn     | Angela Calderon      |
| Kerry Washington  | Ayesha               |